# Camille Felton
Pour les articles homonymes, voir Felton.
Camille Felton, née le 21 octobre 1999 à Laval (Québec), est une actrice québécoise. Elle est connue pour son rôle de Jennifer Blais dans Subito texto, son rôle de Noémie dans Noémie : Le Secret, avec Rita Lafontaine et Nicolas Laliberté et pour son rôle dans Le Journal d'Aurélie Laflamme. Également son rôle de Léa dans Un sur 2 avec Céline Bonnier et Claude Legault et le rôle principal de Stéphanie dans Feux à Radio-Canada en automne 2016. Elle est cofondatrice du Festival Émergence. ‘’Fragments’’, ‘’Les Perles’’ et Big Brother célébrités font également partie de son répertoire.

## Biographie
Camille Felton est née le 21 octobre 1999 à Laval, au Québec. Elle a fait ses débuts au grand écran où elle tenait le rôle de Noémie dans le film Noémie : Le Secret aux côtés de Rita Lafontaine et Nicolas Laliberté.
Au cours des dernières années, elle a fait son apparition dans Les chroniques d'une mère indigne, Le Journal d'Aurélie Laflamme, La Dernière Fugue, Les Invincibles, Bienvenue aux dames, Toute la vérité, 30 vies et dans le projet-web Juliette en Direct, qui a été récompensé d'un prix Gémeaux, d'un prix Numix et du Grand Prix d'excellence de l'Alliance Médias Jeunesse 2012.
À l'automne 2012, Camille a incarné le personnage d'Émilie dans Trauma et fait partie de la distribution de Un sur deux, une comédie dramatique de TVA, où elle interprète le personnage de Léa. Elle est aussi membre de l'équipe de l'émission Fan Club en tant que chroniqueuse des défis sandwichs. Elle participe à la série jeunesse Subito texto depuis le 6 janvier 2014 où elle incarne Jennifer Blais. Depuis 2015, elle incarne plusieurs rôles dans les télé-séries québécoises et les séries web.
Au début de l'année 2019, elle fonde le Festival Émergence avec le cinéaste Zoé Duval.
En 2021 elle est au casting de la première saison de Big Brother Célébrités, la version québécoise de Celebrity Big Brother.
En 2022 elle joue le rôle de Jacinthe dans Fragments écrit par Serge Boucher. Elle joue également dans Les Perles un rôle coloré et rebondissant. Depuis son apparition à l'émission Big Brother Célébrité en 2021, ses rôles ont beaucoup changé des rôles de jeunes adolescentes qu'elle jouait auparavant.
En 2025, elle joue le rôle de Mia dans le film Pédalo.
Elle est atteinte d'un trouble du déficit de l'attention avec hyperactivité (TDAH).
L'actrice semble filer le parfait bonheur avec le pompier montréalais Cédric Lévesque, son copain actuel. 

## Filmographie

### Cinéma
- 2009 : Le Journal d'Aurélie Laflamme de  Christian Laurence : Aurélie (9 ans)
- 2009 : Noémie : Le Secret de Frédérik D'Amours : Noémie
- 2019 : Matthias et Maxime de Xavier Dolan : Érika Rivette
- 2023 : Cœur de slush de Mariloup Wolfe : Annette
- 2025 : Pédalo de Stéphane E. Roy : Mia

### Télévision
- 2008 : La Dernière Fugue : Emma
- 2008 : Les Invincibles : Petite Lyne
- 2009 - 2010 : Bienvenue aux dames : Sabrina
- 2009 : Les Chroniques d'une mère indigne
- 2009 : Juste pour rire : Les gags : rôle muet
- 2010 : Toute la vérité : Noémie
- 2010 - 2012 : Juliette en direct (web) : Juliette
- 2011 : Fan Club : chroniqueuse sandwich
- 2012 : 30 vies : Zoé Poulin
- 2012 - 2015 : Un sur 2 : Léa Belmont-Gascon
- 2012 : Trauma : Émilie Roche
- 2014 - 2016 : Subito texto : Jennifer Pichette-Blais
- 2015-2019 : Jérémie : Élisabeth
- 2016 : Feux : Stéphanie Maher
- 2017 : Max et Livia : Mégane (Meg)
- 2017- : Mère & Fille (TOU.TV Extra) : 1er rôle
- 2018-2020 : Fugueuse : Jessica Rivet-De Souza
- 2021 : Clash : Gaëlle Désilets
- 2021 : Big Brother Célébrités
- 2022 : Fragment
- 2023 : Les Perles

## Publicités
- 2007 : Belle orchestre Band
- 2007 : Ministère de l'éducation
- 2007 : IGA
- 2007 : McCain (Smoothies)
- 2008 : Canadian Tire (voix)
- 2009 : Groupe Forget
- 2010 : McDonald's
- 2015 : Vidéo Prévention du suicide d'Antoine Olivier Pilon : amie de la victime
- 2017 : Québecor Vs Géant Américain